# Вовкозуб поперечносмугий
Вовкозуб поперечносмугий (Lycodon striatus) — вид змій родини полозових (Colubridae). Один із 81 виду роду вовкозубів (Lycodon). Поширений переважно в Центральній та Південній Азії. Мешканець аридних  передгір'їв та гір.

## Опис
Довжина тулубу з головою (L.) сягає 45 см. Хвіст (L.cd.) відносно довгий: відношення L./L.cd. становить 3,0—5,0. Голова дуже слабко відмежована від шиї. Морда злегка стиснута, а її кінчик тупо закруглений. Луска гладенька, без реберець з глянцевим блиском. Міжщелепний щиток майже не загортається на верхню поверхню голови, зверху мало помітний. Передлобні щитки довше і ширше міжносових. Ніздря прорізана між 2 носовими щитками. Навколо середини тулуба в одному рядку є 17 лусок. Черевних щитків — 153—193, підхвостових — 42—66 пар. Анальний щиток розділений. 
Верхня поверхня тулуба чорного або темно-коричневого кольору. Уздовж середини спини проходить малюнок з білих або жовтих (зазвичай у самців) й темних поперечних смуг. З боків тулуба є по 1 поздовжньому рядку світлих плям, які утворені світлими краями луски. Верхня і частково бокова поверхня голови чорна або чорно-коричнева. Нижні краї верхньогубних щитків та черевна сторона голови й тулуба світлі, білого або жовтого кольору. 

## Поширення
Мешкає на острові Шрі-Ланка, в Індії, Непалі, Пакистані, Афганістані, східному та північно-східному Ірані, на півдні Туркменістану, Узбекистані, Західному Таджикистані. 

## Спосіб життя
Полюбляє гірські місцини, передгір'я на глинястих, лесових й кам'янистих ґрунтах з напівпустельною рослинністю. Зустрічається на висоті до 1800 м над рівнем моря. Веде вкрай потайний спосіб життя. Активний у сутінках та вночі. Досить теплолюбний вид, навесні з'являється після зимівлі пізніше інших видів ящірок та змій. Вдень ховається в тріщинах ґрунту, норах гризунів та під камінням. 
Харчується переважно дрібними ящірками.
Це яйцекладна змія. Парування відбувається в травні. Самиця наприкінці червня — у липні відкладає 2—5 довгастих білих яєць розміром 9—10 × 26—31 мм. 